# Liste des seigneurs de La Vieuville
 (janvier 2012).
Le berceau de la famille est le château de Chailvet dans l'Aisne.

## Les militaires
Pierre de la Vieuville, (après 1520, vers 1574), Capitaine de compagnie, gouverneur de la ville de Mézières
Robert de la Vieuville, (mort vers 1612), Grand Fauconnier de France
Charles II de La Vieuville  (v. 1616 - 2 février 1689)
Gouverneur du duc de Chartres Philippe d'Orléans le 29 avril 1686 puis Chevalier d’honneur de la reine le 13 janvier 1670. 
René-François, Marquis puis Duc de La Vieuville (18 février 1652 - 9 juin 1719)
Chevalier d'honneur de la Reine en 1676, colonel du régiment de Navarre par commission du 17 février 1677, et gouverneur du Poitou, sur la démission de son père Charles II.

## Les hauts-fonctionnaires
- Charles Ier de La Vieuville, marquis, puis duc de La Vieuville (Paris, v. 1582 - Paris, † 2 janvier 1653)

## Les ecclésiastiques
Charles-François de La Vieuville, évêque de Rennes